# Mariano Navone
Mariano Navone (* 27. Februar 2001 in Nueve de Julio) ist ein argentinischer Tennisspieler.

## Persönliches
Navone wurde als Sohn von Analía und Luis Navone in Nueve de Julio in der Provinz Buenos Aires geboren. Er hat zwei jüngere Schwestern. Das erste Geschenk seiner Oma zur Geburt war ein Tennisschläger. Mit drei Jahren spielte er das erste Mal Tennis.

## Karriere
Auf der ITF Junior Tour spielte Navone nur ein einziges Turnier.
Er begann 2019 Turniere auf der drittklassigen ITF Future Tour der Profis zu spielen. Sein erstes Profijahr beendete er in den Top 1000 der Weltrangliste. In der verkürzten Saison 2020 schaffte er es im Einzel in sein erstes Future-Halbfinale. 2021 ging Navone an die Tennisakademie von Alejandro Cerúndolo, dem Vater von Francisco und Juan Manuel Cerúndolo. Bei seiner ersten längeren Reise nach Europa und Afrika zog er in mehrere Halbfinals der Future Tour ein und verlor zudem ein erreichtes Endspiel. Sein erster Sieg auf der höherdotierten ATP Challenger Tour gelang ihm gegen Thiago Seyboth Wild in Buenos Aires. Mit Platz 565 Ende des Jahres hatte er sich erneut um 200 Positionen verbessert. Den größten Erfolg auf der Challenger Tour erzielte Navone im Juni 2022 in Corrientes, als er das Finale erreichte. Er verlor dort gegen seinen Landsmann Francisco Comesaña. Selbiges Schicksal erfuhr er auch in der Folgewoche, als er abermals im Finale von Buenos Aires gegen Comesaña verlor. Seinen dritter Finaleinzug in Villa María schaffte er ohne Satzverlust, verlor mit Nicolás Kicker aber erneut gegen einen Landsmann. Im Doppel trat Navone zu diesem Zeitpunkt immer seltener an. Er gewann dort von 2021 bis 2022 drei Future-Titel und erreichte das Halbfinale von Rio de Janeiro. Im Juni 2023 stieg er dort auf sein Karrierehoch von Rang 377. Im Einzel befand er sich Ende 2022 mit Rang 243 in einem Bereich, der ihn bei allen Challengern direkt im Hauptfeld starten lässt.
Das Jahr 2023 begann Navone mit einigen schwächeren Ergebnissen. Das erste Halbfinale erreichte er im April in Buenos Aires, als er Seyboth Wild unterlag. Bei der erstmaligen Teilnahme an der Qualifikation zu den French Open verlor er genau wie bei den drei folgenden Turnieren in der ersten oder zweiten Runde. Danach überraschte Navone die Konkurrenz in Posen. Im Erstrundenmatch besiegte er mit Federico Coria erstmals einen Top-100-Spieler, bevor er auch in den folgenden vier Matches die Überhand behielt. Der erste Challenger-Titel bedeutete auch seinen Einzug in die Top 200. In Santa Fe gewann er seinen zweiten Challenger, diesmal ohne Satzverlust. Den dritten Titel in Santa Cruz holte er sich nach Siegen gegen Juan Manuel Cerúndolo (sein zweiter Top-100-Sieg) sowie gegen Francisco Comesaña, gegen den er vorher in zwei Finals verloren hatte. In Buenos Aires gegen Coria sowie erneut in Santa Fe gegen Andrea Pellegrino folgten die Titel vier und fünf, die ihn zum Spieler mit den meisten Challenger-Titel im Jahr 2023 machten. Als fünftem Argentinier gelang es ihm fünf oder mehr Challenger-Titel in einem Jahr zu gewinnen. Sein sechstes Finale in Lima verlor er gegen Luciano Darderi. Zum dritten Mal konnte er bei dem Turnier Federico Coria besiegen, wodurch er viermal gegen einen Spieler der Top 100 gewann. Bei der Qualifikation zu Wimbledon und US Open verlor Navone wie bei den French Open zuvor schon zum Auftakt. Die Titel brachten ihn bis Rang 120 der Weltrangliste.

## Erfolge
| Legende (Anzahl der Siege) |
| Grand Slam                 |
| ATP Finals                 |
| ATP Tour Masters 1000      |
| ATP Tour 500               |
| ATP Tour 250               |
| ATP Challenger Tour (7)    |

### Einzel

#### Turniersiege
| Nr. | Datum              | Turnier      | Belag | Finalgegner           | Ergebnis      |
| --- | ------------------ | ------------ | ----- | --------------------- | ------------- |
| 1.  | 24. Juni 2023      | Posen        | Sand  | Tomás Barrios Vera    | 7:5, 6:3      |
| 2.  | 9. Juli 2023       | Santa Fe (1) | Sand  | Adolfo Daniel Vallejo | 6:2, 6:4      |
| 3.  | 17. September 2023 | Santa Cruz   | Sand  | Francisco Comesaña    | 4:6, 7:5, 6:1 |
| 4.  | 15. Oktober 2023   | Buenos Aires | Sand  | Federico Coria        | 2:6, 6:3, 6:4 |
| 5.  | 21. Oktober 2023   | Santa Fe (2) | Sand  | Andrea Pellegrino     | 3:6, 6:2, 6:3 |
| 6.  | 5. Mai 2024        | Cagliari     | Sand  | Lorenzo Musetti       | 7:5, 6:1      |
| 7.  | 12. Juli 2025      | Braunschweig | Sand  | Juan Manuel Cerúndolo | 6:3, 7:5      |

#### Finalteilnahmen
| Nr. | Datum            | Turnier        | Belag | Finalgegner      | Ergebnis |
| --- | ---------------- | -------------- | ----- | ---------------- | -------- |
| 1.  | 25. Februar 2024 | Rio de Janeiro | Sand  | Sebastián Báez   | 2:6, 1:6 |
| 2.  | 21. April 2024   | Bukarest       | Sand  | Márton Fucsovics | 4:6, 5:7 |